# غيويا برونو
غيويا برونو (بالإنجليزية: Gioia Bruno)‏ هي مغنية أمريكية، ولدت في 11 يونيو 1963 في باري في إيطاليا.

## وصلات خارجية
- غيويا برونو على موقع IMDb (الإنجليزية)